# Định lý Stokes
Định lý Stokes là một định lý được tìm ra bởi William Thomson, người sau này viết thư cho George Stokes vào tháng 7 năm 1850 thông báo kết quả. Stokes đưa định lý này ra như là một câu hỏi trong đề thi của Giải thưởng Smith năm 1854, do đó mà kết quả này mang tên ông.

### Định lý Kelvin-Stokes
Định lý được phát biểu
{\displaystyle \int _{\Sigma }\nabla \times \mathbf {F} \cdot d\mathbf {\Sigma } =\oint _{\partial \Sigma }\mathbf {F} \cdot d\mathbf {r} ,}

Minh họa của định lý Kelvin-Stokes, với mặt, đường biên vec tơ "chuẩn" n.

đưa ra sự liên quan của tích phân mặt của Curl của một trường véc tơ trên một mặt Σ trong không gian Euclid 3 chiều với tích phân đường của trường vec tơ đó dọc theo biên của mặt đó. Đường cong theo đó tích phân đường được tính, ∂Σ, phải đó định hướng dương, nghĩa là dr phải chỉ theo hướng ngược kim đồng hồ khi vectơ chuẩn của mặt, dΣ, chỉ về phía người xem, theo quy tắc bàn tay phải.
Một hệ quả của công thức này là các đường biểu diễn trường của một trường vector với curl = 0
không thể là các đường khép kín.
Công thức có thể viết lại như là
{\displaystyle \iint \limits _{\Sigma }\left\{\left({\frac {\partial R}{\partial y}}-{\frac {\partial Q}{\partial z}}\right)\,dy\,dz+\left({\frac {\partial P}{\partial z}}-{\frac {\partial R}{\partial x}}\right)\,dz\,dx+\left({\frac {\partial Q}{\partial x}}-{\frac {\partial P}{\partial y}}\right)\,dx\,dy\right\}}  {\displaystyle =\oint \limits _{\partial \Sigma }\left\{P\,dx+Q\,dy+R\,dz\right\}}
với P, Q và R là các thành phần của F.
Các dạng thường gặp khác 
{\displaystyle \int _{\Sigma }\left(g\left(\nabla \times \mathbf {F} \right)+\left(\nabla g\right)\times \mathbf {F} \right)\cdot d\mathbf {\Sigma } }  {\displaystyle \ =\oint _{\partial \Sigma }g\mathbf {F} \cdot d\mathbf {r} ,}
{\displaystyle \int _{\Sigma }\left(\mathbf {F} \left(\nabla \cdot \mathbf {G} \right)-\mathbf {G} \left(\nabla \cdot \mathbf {F} \right)+\left(\mathbf {G} \cdot \nabla \right)\mathbf {F} -\left(\mathbf {F} \cdot \nabla \right)\mathbf {G} \right)\cdot d\mathbf {\Sigma } }  {\displaystyle \ =\oint _{\partial \Sigma }\left(\mathbf {F} \times \mathbf {G} \right)\cdot d\mathbf {r} .}